# Explosión de la colecturía de San Andrés
La explosión de la colecturía de San Andrés fue el accidente ocurrido la noche del 6 de marzo de 1862 en San Andrés Chalchicomula (actual Ciudad Serdán, en el estado mexicano de Puebla), durante la Segunda Intervención Francesa en México. En el accidente perecieron 1017 soldados, 25 oficiales, 40 vecinos de la población y un incalculable número de mujeres que acompañaban a los soldados (soldaderas) y sus hijos. Otra fuente[¿cuál?] cita que fueron 1322 soldados, 460 soldaderas, más de 500 víctimas civiles e innumerables heridos.

## La situación previa
Cuando el desembarco en Veracruz y para impedir que se apoderaran de los pertrechos de guerra ahí ubicados y en la fortaleza de San Carlos de Perote, se ordenó su desalojo y traslado a la ciudad de San Andrés Chalchicomula donde por disposición del jefe político José Ma. Velázquez se depositaron en la ex colecturía de los diezmos por ser un edificio adecuado para tal fin y porque ya se había convertido en cuartel del ejército después de la nacionalización de los bienes eclesiásticos. Cuando sucedían estas maniobras llegó a la ciudad un cuerpo de carabineros a caballo enviado por el general Álvarez el cual se alojó en la colecturía y en los mesones de la ciudad. En estas circunstancias se dio a conocer que llegaría, en previsión del ya próximo conflicto, una brigada de Oaxaca al mando del general Ignacio Mejía, la conformaban tres batallones, el 1°, el 2° y el “Patria”, que eran parte de la 3ª División del Ejército de Oriente comandado por el general Ignacio Zaragoza.

## Cronología

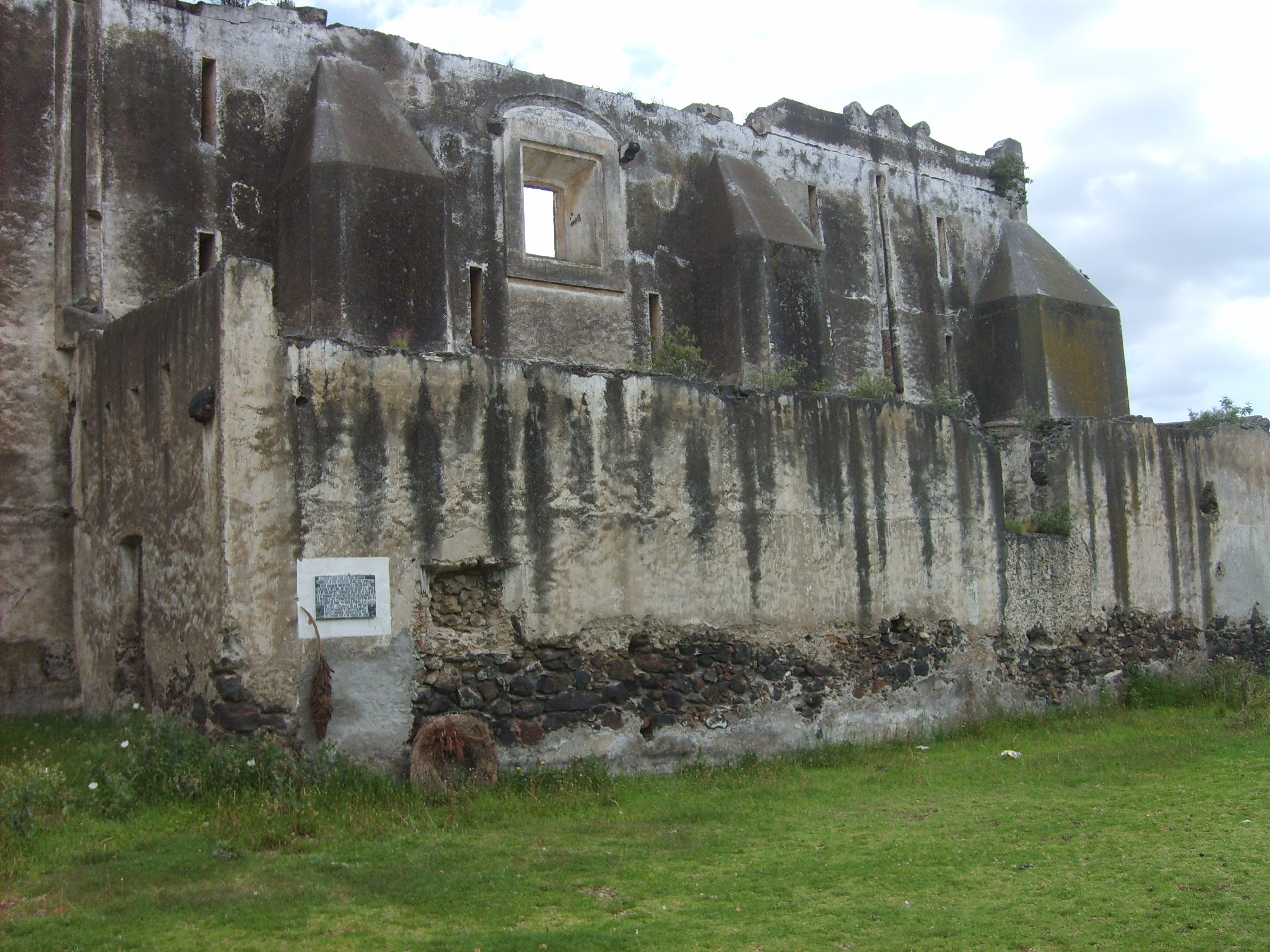
Muro exterior y patio de la colecturía.

Las autoridades locales consideraron pertinente reubicar los pertrechos de pólvora y fusilería al templo de Guadalupe ubicado a las afueras de la ciudad, para dar espacio en la colecturía a la Primera Brigada de Oaxaca, que se dirigía hacia Puebla para encontrarse con el grueso del Ejército de Oriente, para lo cual se embargaron carretas y animales que comenzaron a trabajar desde la mañana hasta en la tarde de aquel 6 de marzo. 
La Brigada estaba compuesta por los Batallones Patria y el 1º y 2º de Oaxaca, sumando más de 1300 soldados e inmensurable número de soldaderas que les acompañaban en campaña.
Los miembros de la brigada llegaron subiendo la pendiente del Citlaltépetl tras una marcha agotadora, iban con ellos las soldaderas compañeras inseparables del ejército Mexicano, al llegar a la plaza de Chalchicomula a las doce del día y a pesar de todos los esfuerzos no se lograba desalojar los pertrechos de la colecturía, la brigada permaneció en espera por más de tres horas hasta que a las cinco de la tarde se dispuso que ingresara al inmueble de la colecturía sin haber desalojado del todo los cajones de pólvora y demás pertrechos; así, mientras entraban y acuartelaban los soldados, salían el resto de la pólvora y fusilería. Ordenadamente se fueron instalando en los dos pisos de la colecturía y en el amplio patio rodeado de gruesos muros colocando sus armas en pabellones.

## La tragedia

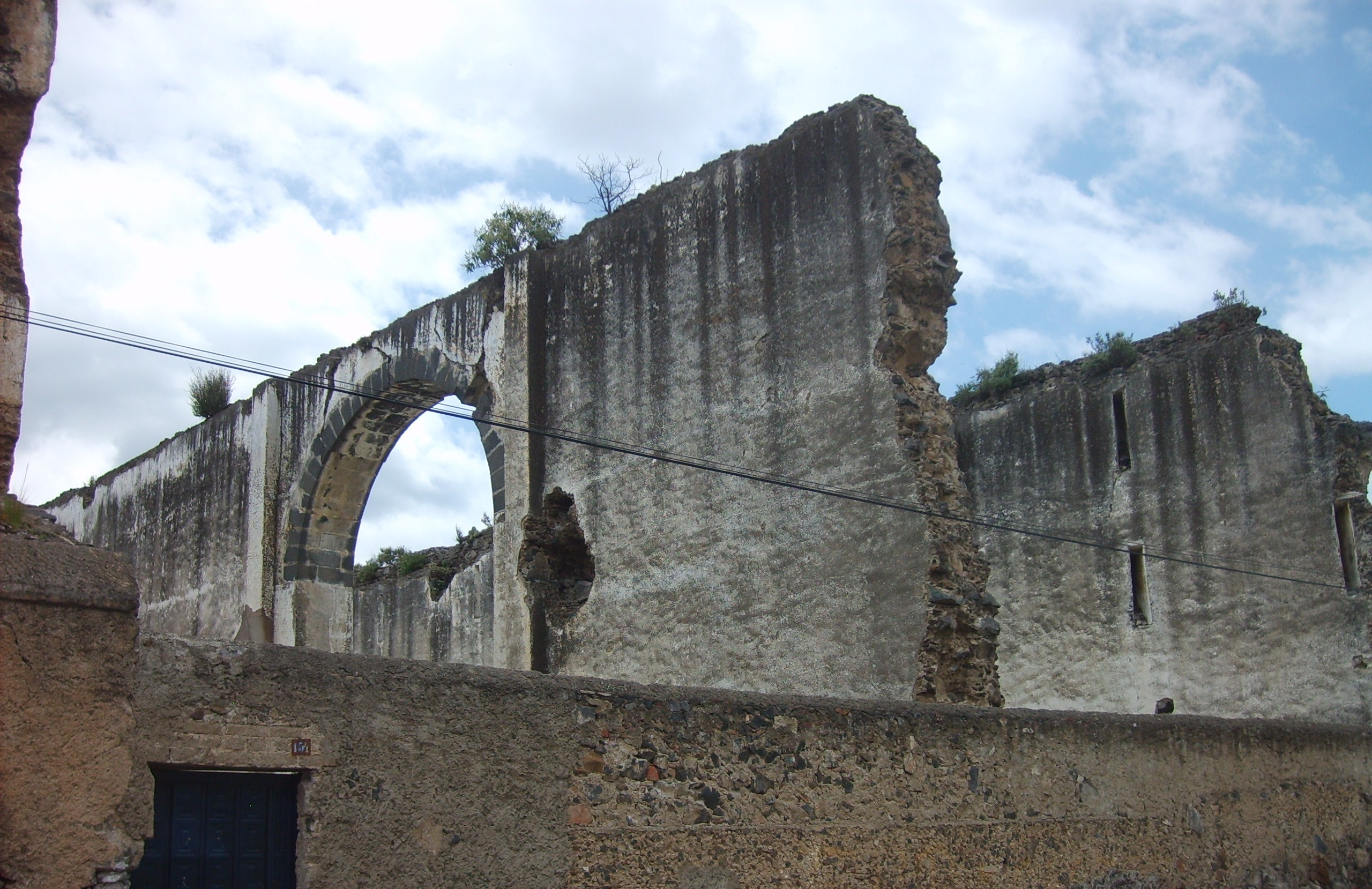
La explosión derribó los muros intermedios en lo que ahora es el callejón de la explosión.

Las crónicas afirman de una chispa que saltó al depósito de pólvora lo que causó la explosión. Se registró la hora: las ocho con doce minutos de la noche.
La colecturía permaneció en pie gracias a sus muros de tres metros de ancho pero las casas próximas se derrumbaron en un instante y las de más allá cuarteadas y bamboleantes quedaron en estado ruinoso, la inmensa nube de polvo no permitió ver la magnitud del siniestro sino mucho después, cuando se empezaron a oír las primeras víctimas sobrevivientes, la gente del pueblo y los soldados sobrevivientes se dispusieron a remover las piedras en busca de heridos.
Al día siguiente se practicó el recuento de la Brigada. Murieron 1322 soldados y 460 soldaderas muchos de cuyos cuerpos no se pudieron encontrar y otros resultaron de imposible identificación por las mutilaciones. Salieron heridos, de más o menos gravedad, 250 soldados y perecieron más de 500 habitantes de la población.
No siendo fácil sepultar los despojos de todos, se procedió a la incineración para lo cual se prendieron fogatas de diez en diez varas mientras los persistentes olores hacían imposible el tránsito por las calles y en extremo penosa la tarea de limpieza.
Este ejército sucumbió sin haberse enfrentado al ejército francés, sin embargo tuvieron acción defendiendo al gobierno de Benito Juárez, en la Guerra de Reforma en el asedio a la plaza de Veracruz o en Jalatlaco.

## Consecuencias
Esta explosión accidental del depósito del parque de la colecturía privó al ejército de la República de un fuerte e importante contingente en hombres y pertrechos que representaban cerca del 20% de los efectivos que ya no participaron el 5 de mayo, el general Zaragoza contó solo con 4700 efectivos contra los 6048 de los franceses, pese a lo cual el resultado fue favorable para México. El mismo Zaragoza ante la desgracia juró que batiría a los franceses, lo cual cumplió 2 meses después en Puebla frente a los Fuertes de Loreto y Guadalupe.
Muchas familias desaparecieron o quedaron incompletas y la localidad se concentró en sus víctimas sobrevivientes que tuvo la ardua labor de reconstruir sus calles y casas.

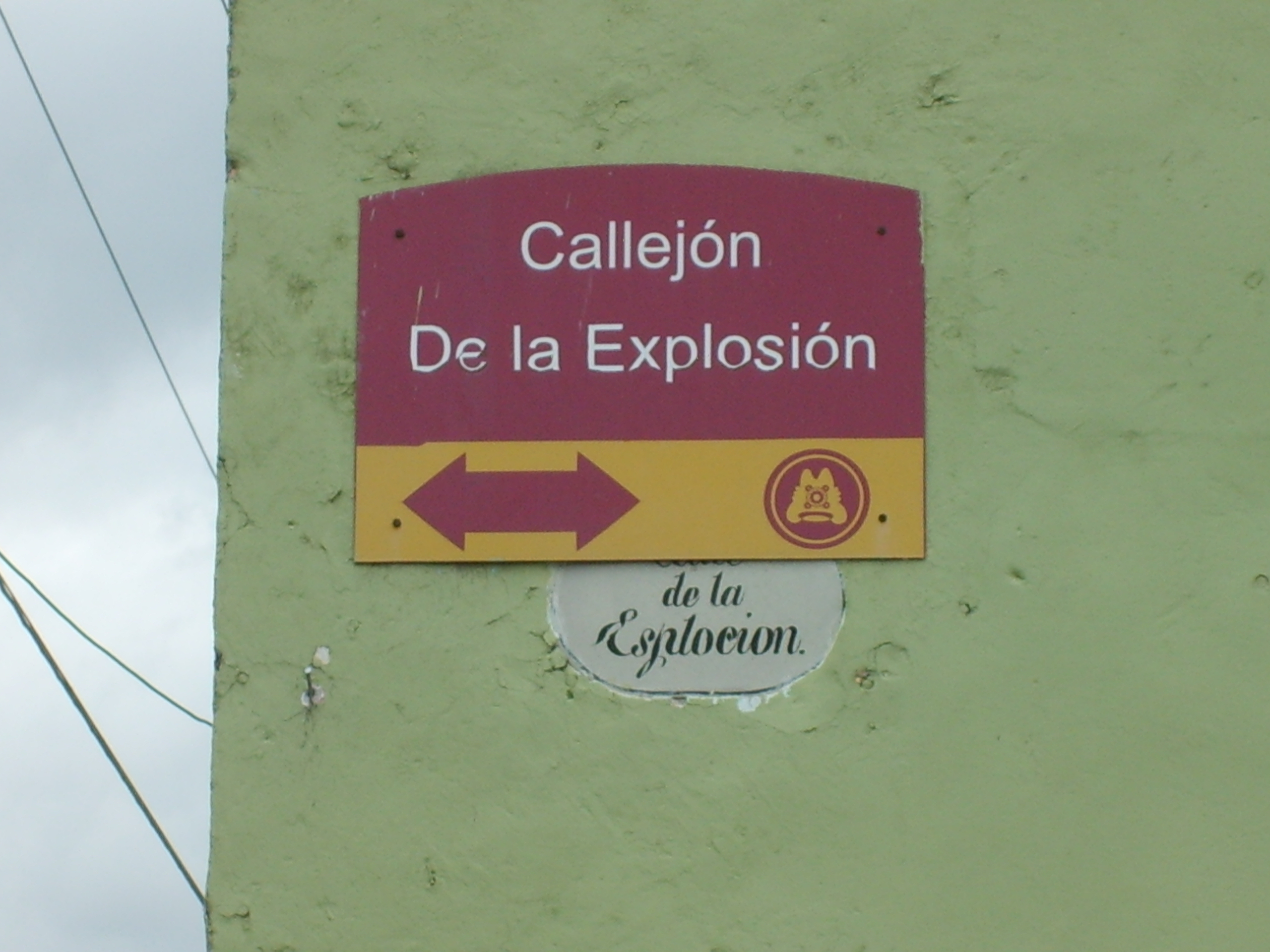

## Varias conjeturas
- Una versión dice que fue un tal conde de Jaral que apoyaba la causa conservadora que haciéndose pasar por leal a la reforma aprovechó la oportunidad para sabotear.
- Otra dice que fue una soldadera descuidada que puso una vela sobre un depósito de pólvora.
- Algunas chispas de las fogatas encendidas por los soldados encendieron un reguero de pólvora hecho durante la extracción de los pertrechos que se comunicó a los que estaban almacenados.
- Según testigos, vieron al guarda de los pertrechos que con vela en mano se le ofrecía escribir y apoyaba aquella sobre los cajones de pólvora.

## Auxilios prestados a las víctimas
La autoridad dispuso improvisar un hospital en la casa del Sr. Julián Muñoz donde se transportaron muchos de los heridos y el Sr. Martin Tritschler se encargó tanto de la administración del nosocomio como de todos los gastos, en el hotel de la Esperanza los doctores José Justo Joffre, el que venía con la brigada y Miguel Reyes, sin descansar, operaron, curaron y asistieron a los heridos.